# Barly French Military Cemetery
Barly French Military Cemetery is een begraafplaats gelegen in de Franse plaats Barly (Pas-de-Calais). De militaire graven worden onderhouden door de Commonwealth War Graves Commission.
De begraafplaats telt 28 geïdentificeerde Gemenebest-graven uit de Eerste Wereldoorlog.